# Efibulobasidium dimorphobasidii
Efibulobasidium dimorphobasidii är en svampart som beskrevs av Maham., Kund. & M.S. Patil 2002. Efibulobasidium dimorphobasidii ingår i släktet Efibulobasidium och familjen Sebacinaceae.   Inga underarter finns listade i Catalogue of Life.